# 長沢寛
長沢 寛（1949年8月25日 - ）は、日本のスーツアクター、俳優。ウルトラマンタロウのスーツアクターを務めた人物である。

## 略歴
岐阜県大垣市出身。1968年に日活芸能養成所学校入学。1969年から 尾形剣友会にて殺陣の勉強をし、テレビ時代劇や美空ひばりの舞台などに出演。1970年からは水島道太郎、河津清三郎に師事。第一協団に所属する。
下北沢在住だった時にミラーマンのスーツアクターだった西条満と知り合い、この時円谷プロがタッパのあるスーツアクターを探していたこともあり、西条を通じてウルトラマンタロウ役にスカウトされる。スーツは長沢のサイズに合わせて制作されたため、バック転など西条が代打的に中に入ったカットではフィットしていない様子が伺える。スーツアクターとしての所作などは西条のほか坂本道治に学んだという。スーツアクター時代の身長は181㎝、体重70㎏。

## 出演

### 出演作品
- 東宝第6回新喜劇（伴淳三郎主演、名鉄ホール）兵士 役
- 民音公演（長門勇主演、岡田真澄など仙台電力ホール）兵士 役
- プレイガール・ハレンチ学園など出演
- 1973年 ウルトラマンタロウ 1～53話全話主演（スーツアクター）
- 1973年 マッハバロン 全話主演（中山太郎名義）
- 1974年 ロミオとジュリエット（中村吉右衛門・中野良子主演、日生劇場）兵士 役
- 1975年 君よ憤怒の河を渉れ（高倉健主演）北海道刑事 役

## 参考
| スタブアイコン | サブスタブ | この項目は、まだ閲覧者の調べものの参照としては役立たない、俳優（男優・女優）に関連した書きかけの項目です。この項目を加筆・訂正などしてくださる協力者を求めています（P:映画/PJ芸能人）。 |

- https://tsubu-con.com/news/post-11

1. 1 2  “「ウルトラマンタロウは宝物」長沢寛/ウルトラマンタロウ スーツアクター　インタビュー(前篇)”. 特撮カフェバーぷらんたん (2025年8月15日). 2025年8月16日閲覧。